# 速水永遠
速水 永遠（はやみ とわ）は、テレビ朝日が2023年世界水泳選手権大会中継のCMに起用したキャラクターである。「世界初のバーチャルスイマー」を肩書きとしている。

## プロフィール
- 職業 - 女子大生[5]、競泳選手（自由形）[3]
- 趣味 - カフェ巡り
- 好きなもの - とんこつラーメン[3][5]、“最速の魚”メカジキ[5]
- 目標 - 世界水泳福岡大会出場

## 制作
日本の福岡市で22年ぶり2度目の開催となった世界水泳選手権に合わせ、テレビ朝日が大会中継のプロモーション活動の一環として始動した「バーチャルスイマーPROJECT」により誕生したキャラクターである。テレビ朝日では日本初開催となった22年前の2001年世界水泳選手権で3DCGキャラクターの「速水亜矢」（声 - 深田恭子）を起用した4部作のテレビCMを放映していたが、永遠は亜矢の娘で親子2代にわたる競泳選手という設定である。
母の亜矢はリアル寄りの造形だったが、20年余りが経過しCGモデリング技術が格段に進歩したことに加えVTuberやメタバースが注目を集める時代を反映した「世界初のVスイマー」として開発が進められ、大会前月の2023年6月11日にテレビ朝日のプレスリリースで大会PRキャラクターとして発表、同日よりTwitterの公式アカウント運用を開始した。声優は当初「非公表」とされていたが、6月25日に女優で福岡市出身の橋本環奈が担当していることが明かされた。なお橋本は永遠の声だけでなく、本人としても博多華丸・大吉らと共に大会応援団のメンバーとしてPR活動に参加している。
キャラクターデザインはバーチャルシンガー「花譜」のデザインで知られるPALOW.が手掛けており、インタビューに対して2001年大会当時は故郷の福岡でテーマソングのB'z『ultra soul』が大流行していたことに加え、速水亜矢のPR動画もよく覚えていたので「あのキャラクターの次の展開に、自分が関わらせていただけるのかと、とても嬉しい気持ちになりました」とコメントしている。

## 出演
- 新世界 メタバースTV!!（2023年7月16日）[7]